# Jones and His New Neighbors
Jones and His New Neighbors er en amerikansk stumfilm fra 1909 af D. W. Griffith.

## Medvirkende
- John R. Cumpson som Mr. Jones
- Florence Lawrence som Mrs. Jones
- Anita Hendrie
- Mack Sennett
- Gertrude Robinson